# Cidugala grisea
Cidugala grisea är en skalbaggsart som beskrevs av Aurivillius 1908. Cidugala grisea ingår i släktet Cidugala och familjen långhorningar. Inga underarter finns listade i Catalogue of Life.